# Spinipochira excavata
Spinipochira excavata là một loài bọ cánh cứng trong họ Cerambycidae.